# SCR Altach
Sportclub Rheindorf Altach (obecně známý jako Altach a ze sponzorských důvodů aktuálně se jmenující CASHPOINT SCR Altach) je rakouský fotbalový klub sídlící v Altachu. Soutěží v Bundeslize, nejvyšší úrovni rakouského fotbalu, a své domácí zápasy hraje v Cashpoint Areně.
Byl založen roku 1929. Klubové barvy jsou žlutá a černá. V sezoně 2013/14 se stal podruhé v historii vítězem druhé rakouské ligy a postoupil do 1. rakouské Bundesligy.

## Čeští hráči v klubu
Seznam českých fotbalistů, kteří ve své kariéře hráli v klubu SC Rheindorf Altach.
- Tomáš Jun